# Sicyos gracillimus
Sicyos gracillimus är en gurkväxtart som beskrevs av Célestin Alfred Cogniaux. Sicyos gracillimus ingår i släktet hårgurkor, och familjen gurkväxter. Inga underarter finns listade i Catalogue of Life.